# Miohip
El miohip (Miohippus) (‘petit cavall’) fou un gènere d'èquid prehistòric que visqué al que actualment és Nord-amèrica entre finals de l'Eocè i principis de l'Oligocè, fa uns 36 milions d'anys. Es creu que divergí del mesohip, amb el qual coexistí durant 4-8 milions d'anys.
El mesohip s'extingí a mitjans de l'Oligocè i el miohip esdevingué molt més gros, amb un pes d'entre 40 i 55 quilograms.
En comparació amb els seus avantpassats directes, presentaven una molarització progressiva de les dents molars, de manera similar a l'orohip, el mesohip i l'epihip.